# エドゥアルト・ロッセリ
エドゥアルト・エルガルトヴィチ・ロッセリ（ロシア語: Эдуард Эргартович Россель、ラテン文字転写の例：Eduard Ergartovich Rossel、1937年10月8日 - ）は、ロシアの政治家。ドイツ系。1991年から2009年までスヴェルドロフスク州行政長官・知事を務めた。

## 経歴・概要
1937年10月8日ソビエト連邦ロシア連邦共和国のゴーリキー州（現、ニジニ・ノヴゴロド州）に生まれる。父親と祖父はスターリンの大粛清により無実の罪で1937年に銃殺され、母親も逮捕されている。
スヴェルドロフスク鉱山大学を卒業後、ウラル地方の建設現場で働きだす。ウラル総合技術大学大学院に進み、技術学博士候補となる。1962年スヴェルドロフスク鉱山大学に研究員として勤務する。1963年～1975年企業合同「タギルストロイ」に勤務し、この間現場監督、生産部長、技師長などを務める。1975年に建設コンビナート「タギルチャシストロイ」の責任者、1983年に建設コンビナート「グラヴスレドラルストロヤ」の責任者を歴任する。
1990年スヴェルドロフスク州ソビエト人民代議員に当選し、同州のソビエト執行委員会議長に選出される。1991年1月から10月まで、同ソビエト議長。同年8月のソ連8月クーデターでは、エリツィン支持に回る。同年11月論功行賞でスヴェルドロフスク州行政長官に任命されソ連崩壊を迎える。
1993年7月「ウラル共和国構想」を提唱し、住民投票を実施し約80%の支持を得る。しかしその直後の11月10日にエリツィンによって行政長官を解任される。同日ウラル地域経済協力連合総裁に就任。
1993年12月の連邦議会選挙で上院連邦会議代議員に当選する。1994年スヴェルドロフスク州議会選挙で当選。4月スヴェルドロフスク州議会議長に選出される。1995年8月スヴェルドロフスク州知事の決選投票で勝利する。同年12月の下院国家会議選挙では選挙ブロック「祖国の変貌」を結成し挑んだが敗北した。長らく反エリツィンの立場をとっていたが、これを機にエリツィン支持に転換し、1996年の大統領選挙ではエリツィン支持を表明した。1999年スヴェルドロフスク州知事に再選される。以後、2009年11月23日に退任するまで18年の長きに渡り知事を務めた。